# Оамі-Сірасато

О́амі-Шіраса́то (яп. 大網白里市, おおあみしらさとし) — місто в Японії, префектура Чіба. Станом на 1 жовтня 2008 площа міста становила 58,06 км². Станом на 1 січня 2009 населення міста становило 49 976 осіб.